# Левитана
Левитана (груз. ლევიტანა) — село в Грузии, в Горийском муниципалитете края Шида-Картли, в административной единице Бошури.

## Расположение
Расположено на берегу реки Тана, на высоте 1560 метров над уровнем моря. Отдалено на 40 километров от города Гори.

## Население
По результатам официальной переписи населения 2014 года в селе Левитана проживало 110 человек (50 мужчин и 60 женщин).
| Год  | Численность, человек |
| ---- | -------------------- |
| 2002 | 290                  |
| 2014 | ▼ 110                |